# Мухаммад II (бей Тунісу)
Мухаммад II (араб. أبو عبد اله محمد باشا باي‎‎; нар. 18 вересня 1811 — 22 вересня 1859) — 11-й бей Тунісу з династії Хусейнидів у 1855—1859 роках. Намагався продовжити реформи, заклавши основи конституційного ладу.

## Життєпис

### Молоді роки
Син Аль-Хусейна ібн Махмуда та Лейли Фатіми бінт Монастирі. Народився 1811 року в м. Бардо. 1814 року внаслідок заколоту його дід Махмуд посів трон Тунісу. 1824 року після смерті останнього батько мухаммада став новим беєм.
Після смерті Аль-Хусейна II влада перейшла до стрийка Мустафи, оскільки Мухаммад вважав досить молодим. У 1840 році стриєчний брат — Ахмад I — через відсутність синів оголосив Мухаммада спадкоємцем влади (бей аль-махалла). Невдовзі отримав звання дивізійного генерала османської армії. 1855 року після смерті Ахмада I успадкував трон, а невдовзі також став османським маршалом.

### Правління
Новий бей вирішив продовжити економічні та військові реформи попередника. Тому залишив на посаді великого візира (старшого міністра) Мустафу Хазнадара. Також намагався призназати освіченних та професійних сановників. Вже 10 вересня 1857 року видав «Основоположний пакт» (інша назва Пакт довіри) про релігійну свободу та рівність перед законом для всіх жителів країни, незалежно від їх віросповідання, скасовано статус зіммі, запроваджено свободу внутрішньої торгівлі та займання професіями. Також цим пактом запроваджувалася Висока рада з 60 членів, що мала контрольні та судові функції та обмежувала владу бея. Фактично впроваджувалася конституційна монархія.
1858 року дозволив створити муніципальний уряд столиці. Нова муніципальна рада складалася з райчса (президента), військового губернатора, віце-президента, секретаря та 12 членів, обраних беєм з числа знатних мусульман міста.
Він значно розширив і прикрасив палац Дар аль-Тадж в Ла-Марсі, розібравши недобудований палац Мухаммадійя. тут мешкав більшість часу й помер 1859 року. Йому спадкував брат Мухаммед III ас-Садик.